# Eemi Tervaportti
Eemi Tervaportti (Äetsä, 26 luglio 1989) è un pallavolista finlandese, palleggiatore dell'Epicentr-Podoljany.

## Carriera

### Club
La carriera di Eemi Tervaportti inizia a livello giovanile nella formazione del FC-57, dove gioca per cinque annate, fino al 2006, quando esordisce nel campionato finlandese cadetto di Lentopallon 1-sarja col Valkeakosken. Nel campionato seguente debutta in Lentopallon SM-liiga col Raision Loimu, dove rimane per due annate, prima di approdare nel campionato 2009-10 al Sun, col quale vince la Coppa di Finlandia e lo scudetto.
Nella stagione 2010-11 gioca nella Ligue B francese con l'Avignon, venendo premiato come giocatore rivelazione del torneo, mentre nella stagione seguente gioca nella massima divisione francese col Gazélec Ajaccio. Si trasferisce in Belgio nel campionato 2012-13, giocando per un triennio nella Liga A col Roeselare, vincendo tre scudetti, due Coppe del Belgio e due Supercoppe belghe. Dopo aver giocato nella stagione 2015-16 nella Voleybol 1. Ligi turca col Galatasaray, fa ritorno in Francia per la stagione seguente, difendendo i colori dello Stade Poitevin.
Approda in Polonia nel campionato 2017-18, ingaggiato dall'Espadon Szczecin, mentre nel campionato successivo si trasferisce nella Volley League greca, dove indossa la maglia dell'Olympiakos vincendo un campionato e la Coppa di Lega 2018-19.
Dopo un biennio al club de Il Pireo, nell'annata 2020-21 fa ritorno in Polonia, accettando stavolta la proposta dello Jastrzębski Węgiel con cui, nell'arco di tre annate, conquista due campionati e due Supercoppe polacche. Nella stagione 2023-24 si trasferisce in Ucraina, dove, con la maglia dell'Epicentr-Podoljany conquista la Coppa d'Ucraina e la Supercoppa.

### Nazionale
Nell'estate del 2010 debutta nella nazionale finlandese in occasione della World League.

## Palmarès

### Club
- Campionato finlandese: 1

2009-10
- Campionato belga: 3

2012-13, 2013-14, 2014-15
- Campionato greco: 1

2018-19
- Campionato polacco: 2

2020-21, 2022-23
- Coppa di Finlandia: 1

2009
- Coppa del Belgio: 2

2012-13
- Coppa di Lega: 1

2018-19
- Coppa d'Ucraina: 1

2023-24
- Supercoppa belga: 2

2013, 2014
- Supercoppa polacca: 2

2021, 2022
- Supercoppa ucraina: 1

2023

### Premi individuali
- 2011 - Ligue B: Giocatore rivelazione